# Táborszernagy

A Osztrák-Magyar Monarchia (k.u.k.) tüzéreinél a „Feldzeugmeister”-ek váll-lapja 1868-tól 1918-ig. Jól látható a váll-alaplap csapatnemi színe (vörös)

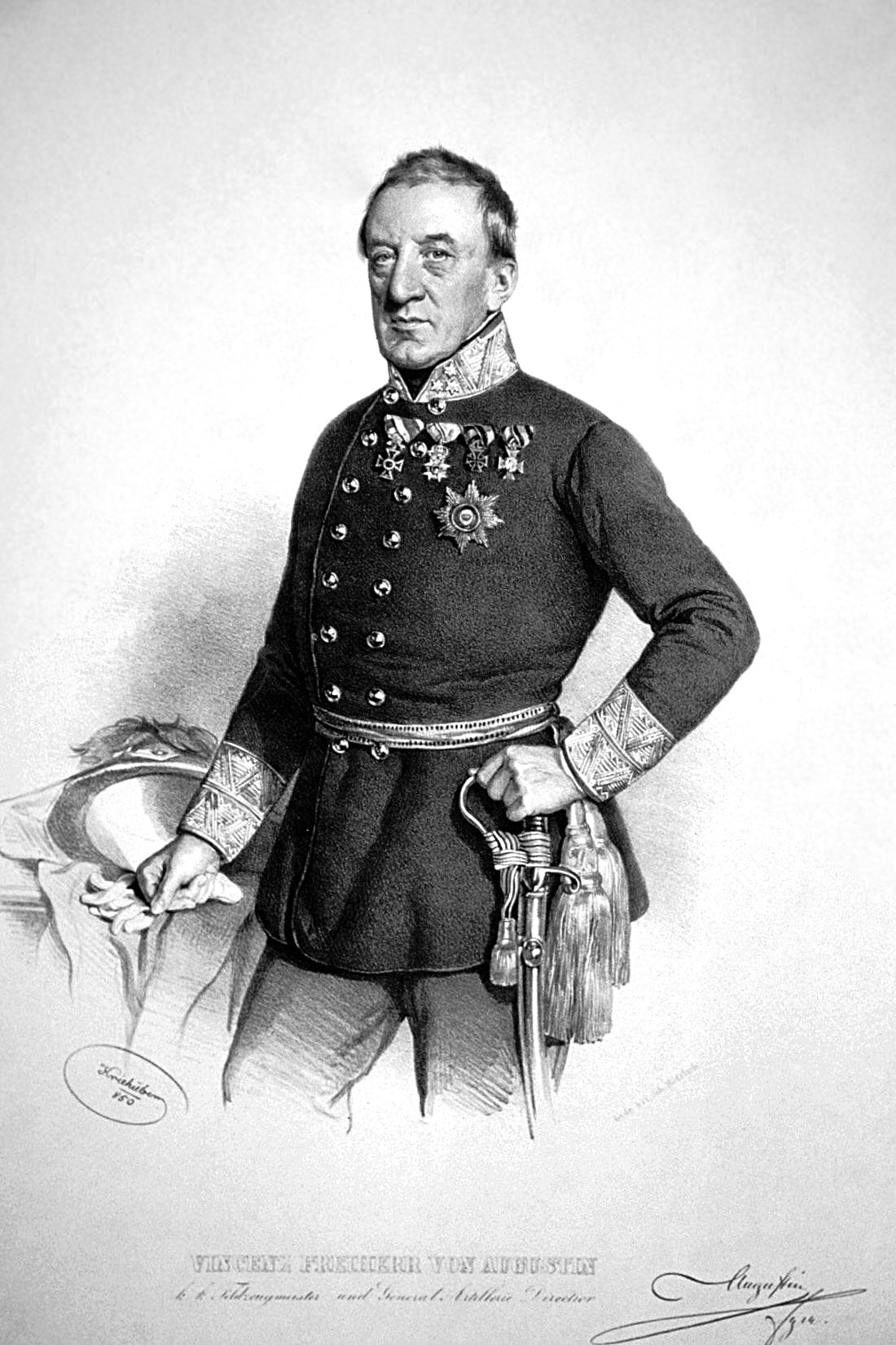
Vincenz von Augustin táborszernagyi portréja 1850-ből

A táborszernagy (németül: Feldzeugmeister, rövidítve FzM) kezdetben a császári hadsereg tüzérségének parancsnoki rendfokozata a 15-17. században, majd az osztrák, illetve osztrák–magyar hadseregben az altábornagyi (németül: Feldmarschalleutnant) rendfokozatból előlépett gyalogos, tüzér- illetve utásztisztek „háromcsillagos” rendfokozati megnevezése volt.
Ugyanebben a rangosztályban a korábban lovasságnál szolgált tisztek megnevezése lovassági tábornok (General der Kavallerie, rövidítve GdK) volt. A teljesség kedvéért meg kell említeni, hogy a gyalogos tisztek számára 1909-től ebben a rangosztályban a gyalogsági tábornok (General der Infanterie, rövidítve GdI) megnevezést vezették be.
Az első világháború előtt ez a „háromcsillagos” tábornoki rendfokozat a békében elérhető legmagasabb rendfokozat volt, felette csak a tábornagy (Feldmarschall, rövidítve FM) állt, amelyet csak háborúban lehetett elérni. Ezt 1914 őszén először Frigyes főherceg hadsereg-főparancsnok kapta meg, majd később Franz Conrad von Hötzendorf vezérkari főnök, Svetozar Borojević, Kövess Hermann és még többen mások is. Utolsóként, csaknem a háború végén József nádor unokája, József főherceg, összesen kilenc személy.
1915-ben bevezették a két rendfokozati osztály közé – német mintára – a vezérezredesi (Generaloberst, rövidítve GO) rendfokozatot is.
A fentiektől a megnevezésben csekély mértékben eltért az azonos rendfokozati sávok megnevezései a német császári hadseregben: altábornagy – Generalleutnant (GL), tábornagy (sokszor, helytelenül tükörfordításban: vezértábornagy) – Generalfeldmarschall (GFM), de a tartalom, hatókör, vezénylési szint gyakorlatilag azonos volt.
A táborszernagyi rendfokozatnak megfelelő német rendfokozati megnevezés a tüzértisztek számára „tüzérségi tábornok” (General der Artillerie, rövidítve GdA) volt. 
A magyar történelemben közismertebb szerepet játszó táborszernagyok közül megemlíthető Julius Jacob von Haynau, Benedek Lajos, a königgrätzi csata vesztes hadvezére, vagy az 1905-ben a „darabont kormány” feje, Fejérváry Géza táborszernagy–miniszterelnök.